# Yussif Chibsah
Yussif Alhassan Chibsah (Accra, 30 dicembre 1983) è un ex calciatore ghanese, di ruolo centrocampista.

## Carriera

### Club
Nella stagione 2010-2011 ha giocato 3 partite di Europa League con la maglia del Gefle.

### Nazionale
Ha partecipato alle Olimpiadi di Atene 2004, giocando tutte e 3 le partite disputate dalla sua Nazionale e indossando la fascia di capitano. Sempre nel 2004 ha debuttato con la Nazionale maggiore.

## Palmarès

### Giocatore

#### Competizione nazionale
- Campionato ghanese: 1

Asante Kotoko: 2003
- Ghana SWAG Cup: 1

Asante Kotoko: 2005
- Ghana Telecom Gala: 1

Asante Kotoko: 2005
- Ghana Top Four Cup: 1

Asante Kotoko: 2007
- Ghana Annual Republic Day Cup: 1

Asante Kotoko: 2005